# قلعة شيلون
قلعة شيلون (بالفرنسية: Château de Chillon)‏ هي قلعة مبنية على جزيرة صغيرة في بحيرة جنيف. تقع بالتحديد في الطرف الشرقي للبحيرة، على الشاطئ الضيق بين مونترو وفيلنوف، مما يجعلها تصل إلى وادي جبال الألب في رون. تشيلون هي من بين القلاع الأكثر زيارة في سويسرا وأوروبا. كانت مملوكة لعائلتي سافوي وبيرني بين عامي 1563 و 1798، لكنها الآن مملوكة من قبل مقاطعة فود وتصنف على أنها ملكية ثقافية سويسرية ذات أهمية وطنية.

## معرض صور

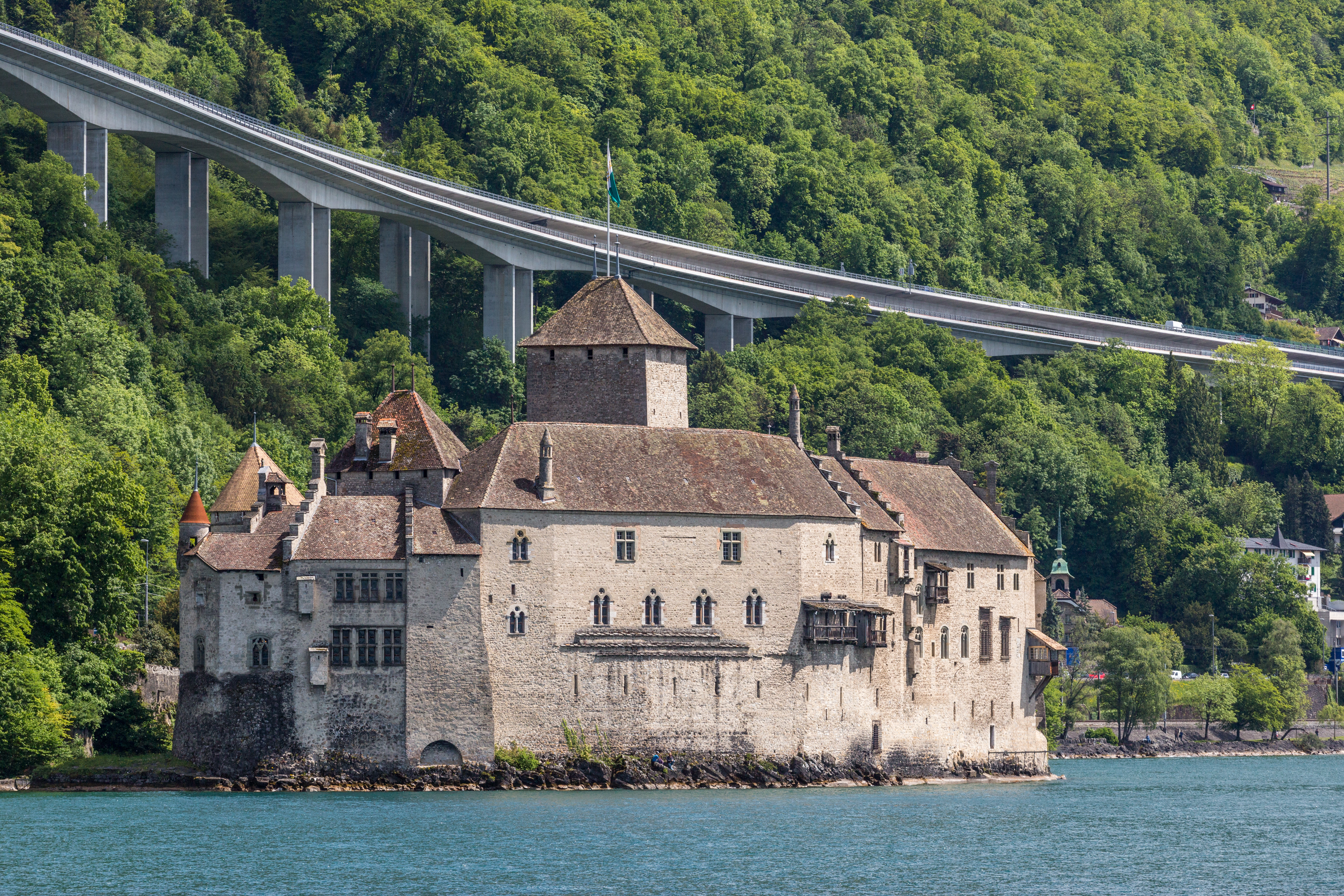
قلعة شيلون والطريق السريع
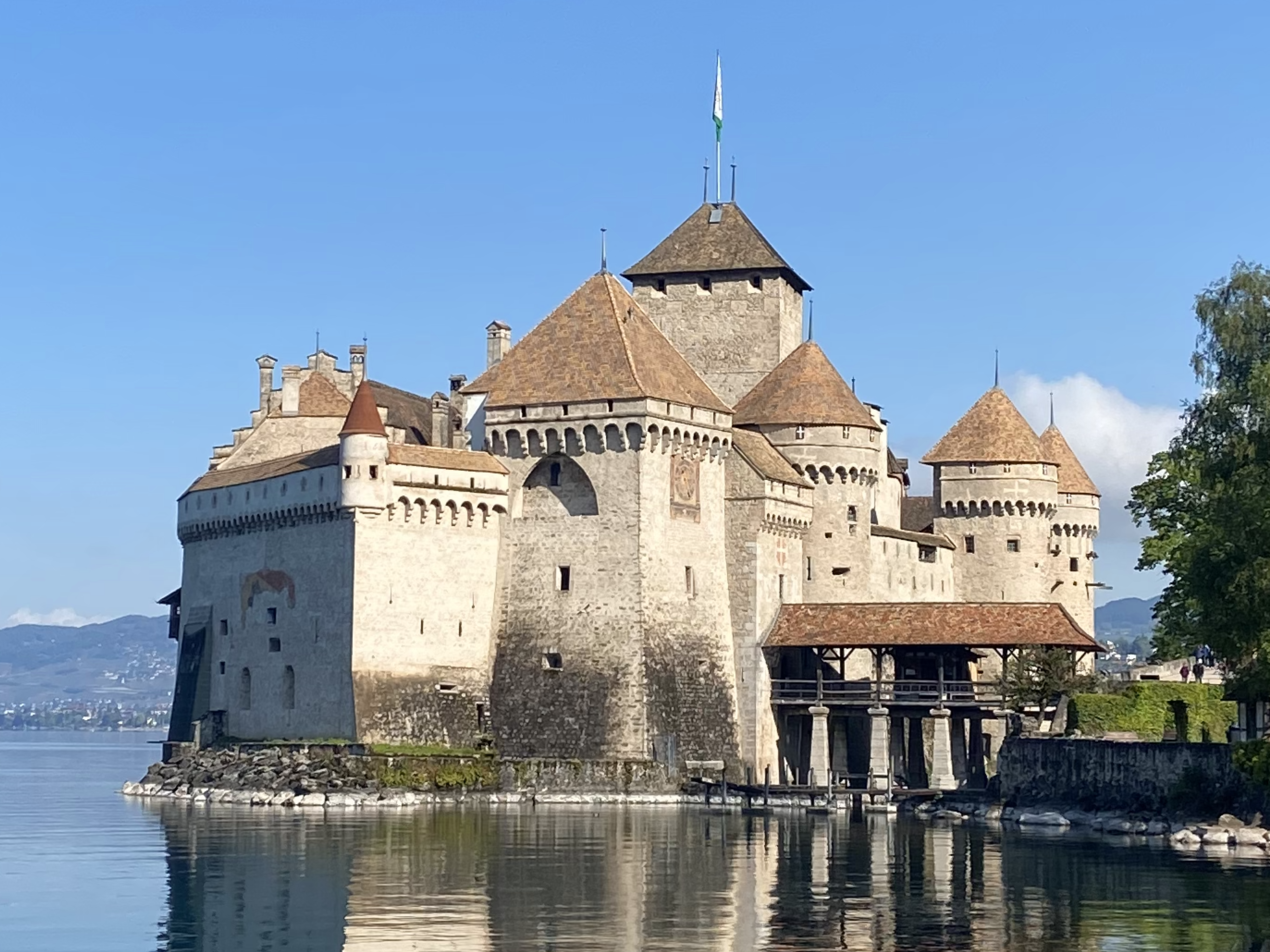
من الجنوب
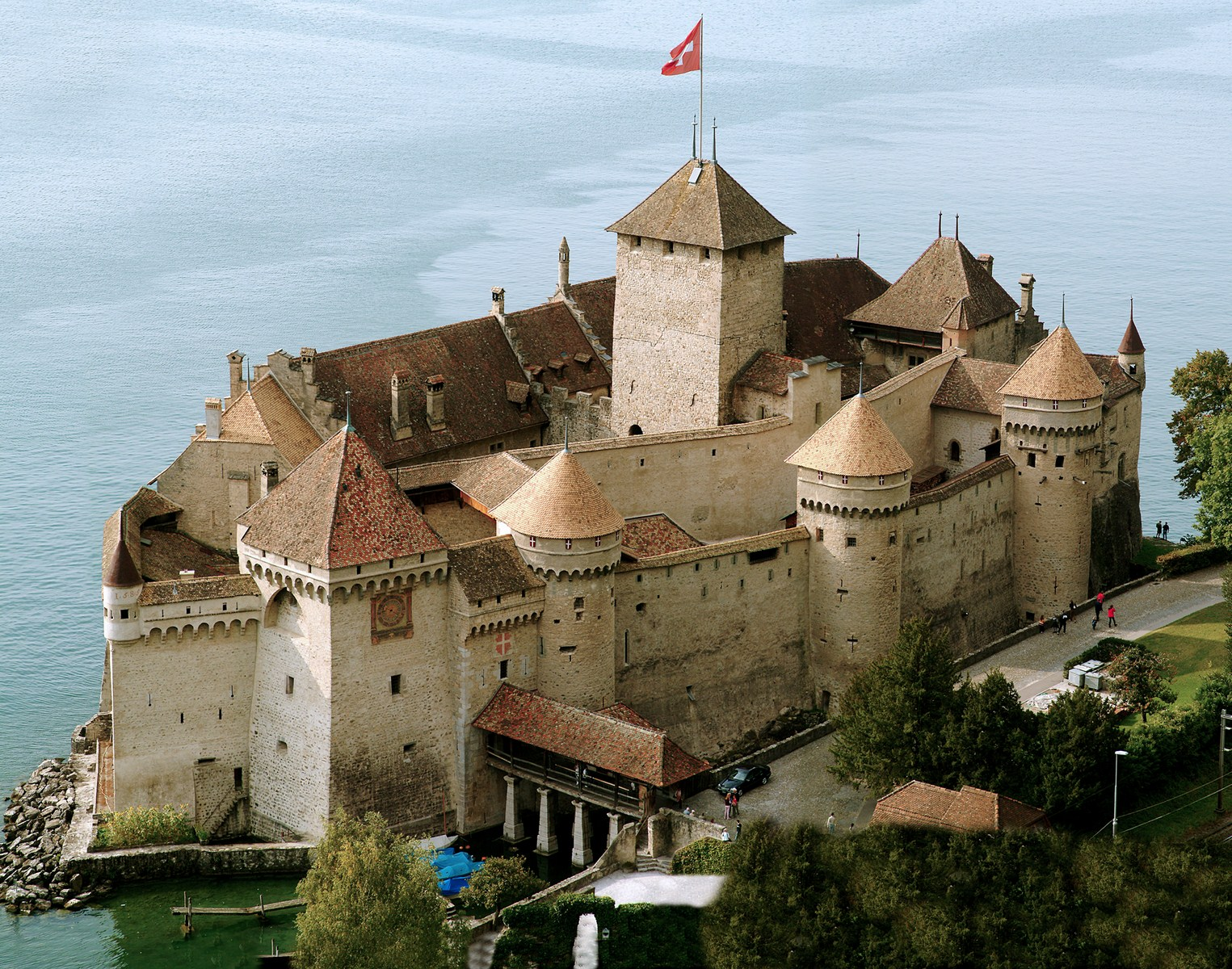
من اعلى
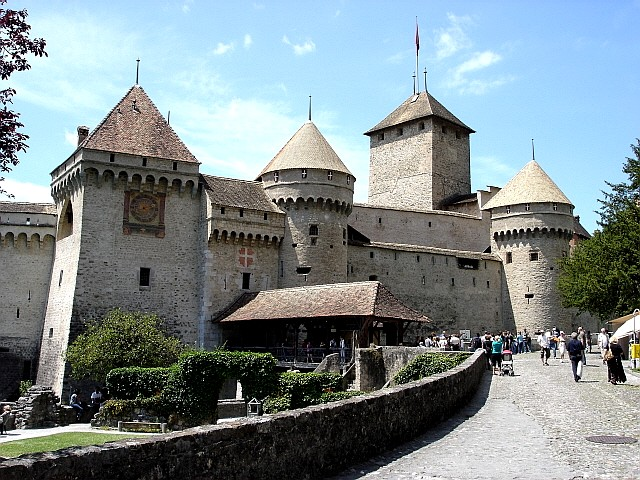
أمامي
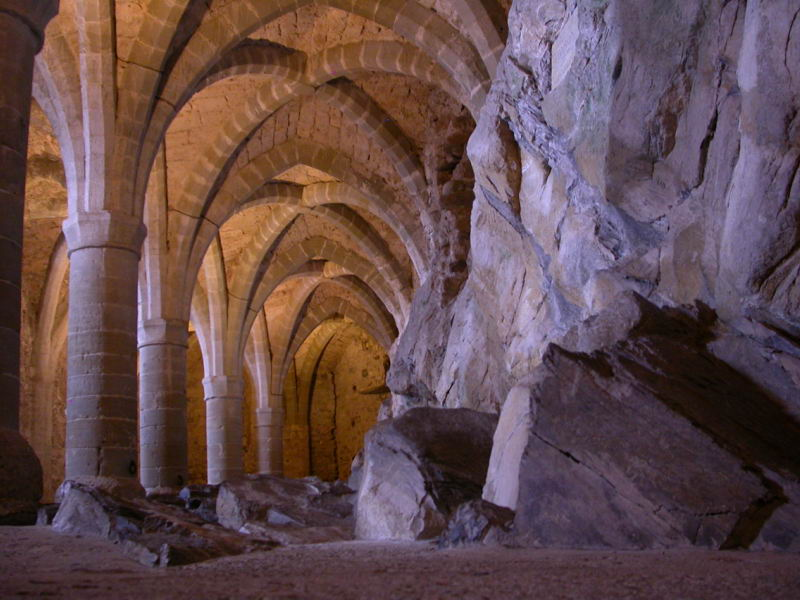
قبو قلعة شيلون
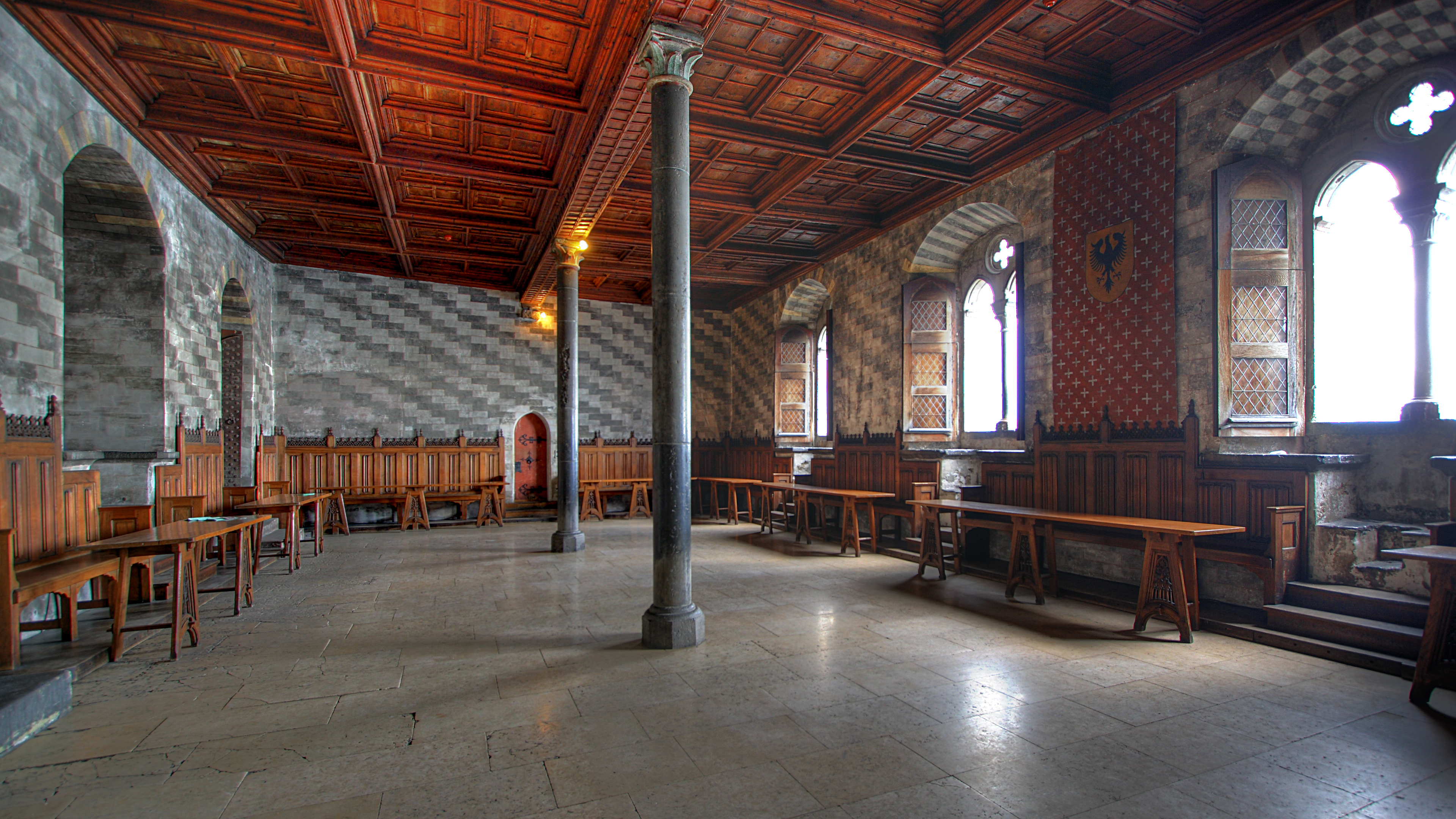
قاعة الكونت الكبرى
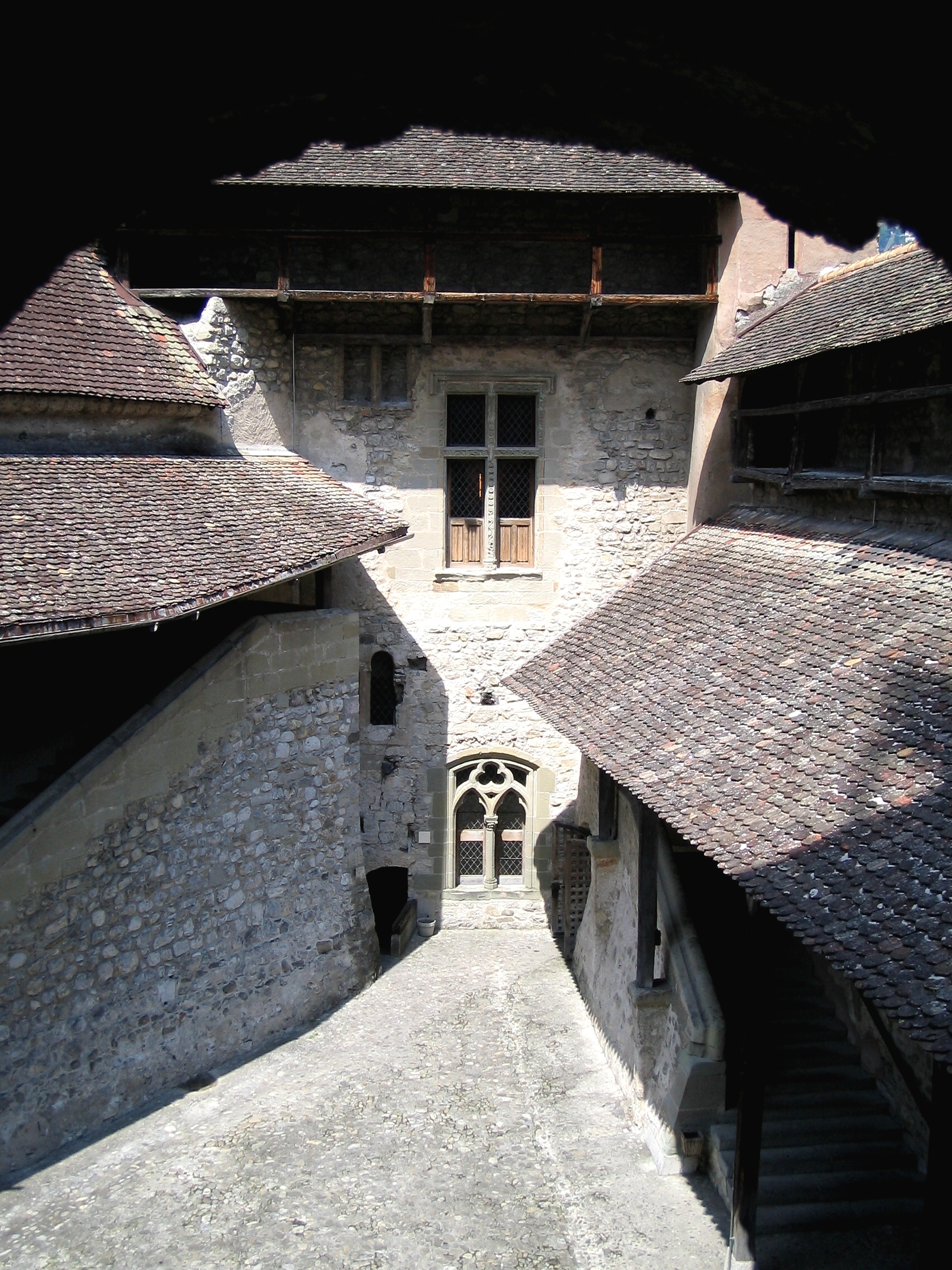
فناء القلعة
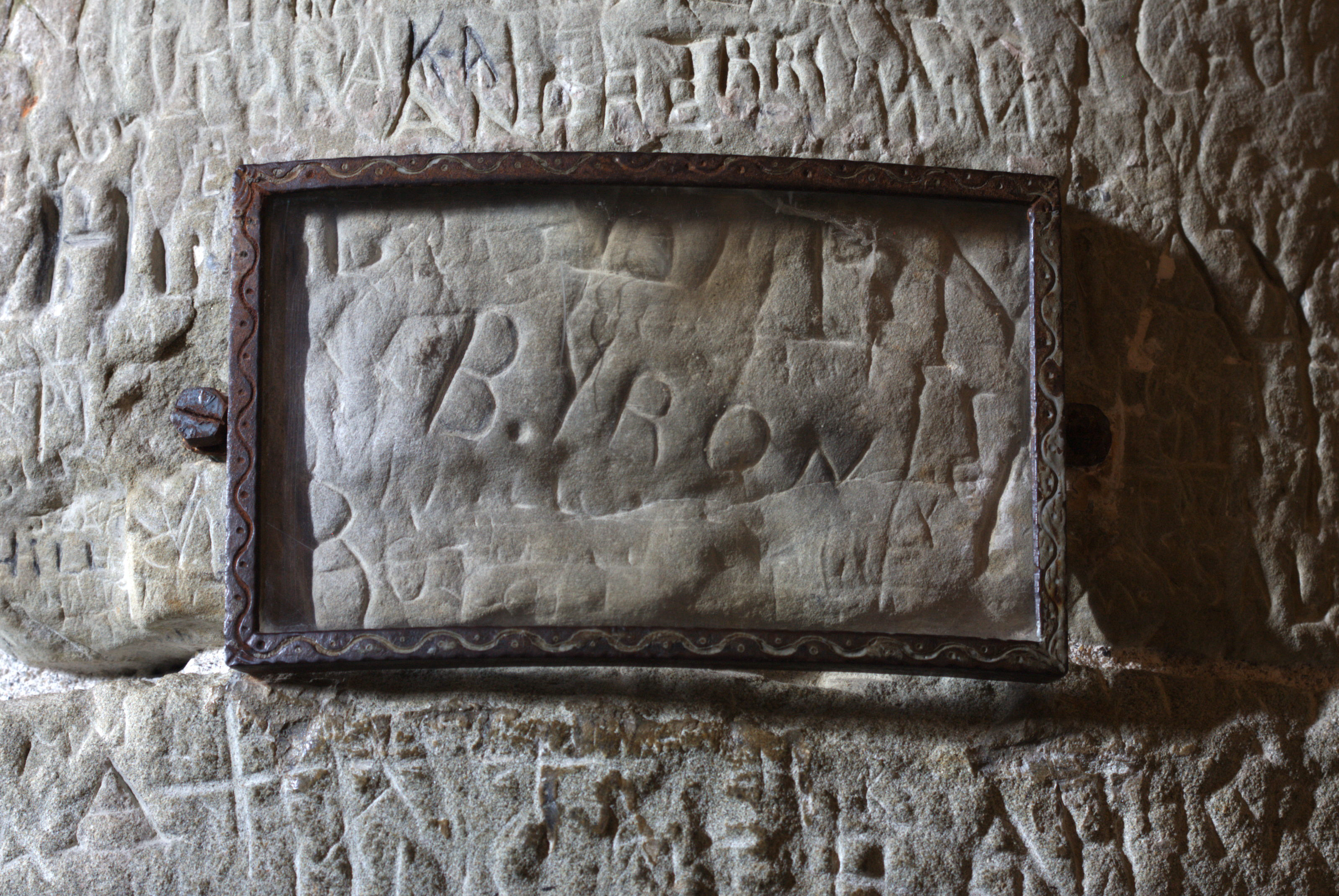
توقيع بايرون في الزنزانة
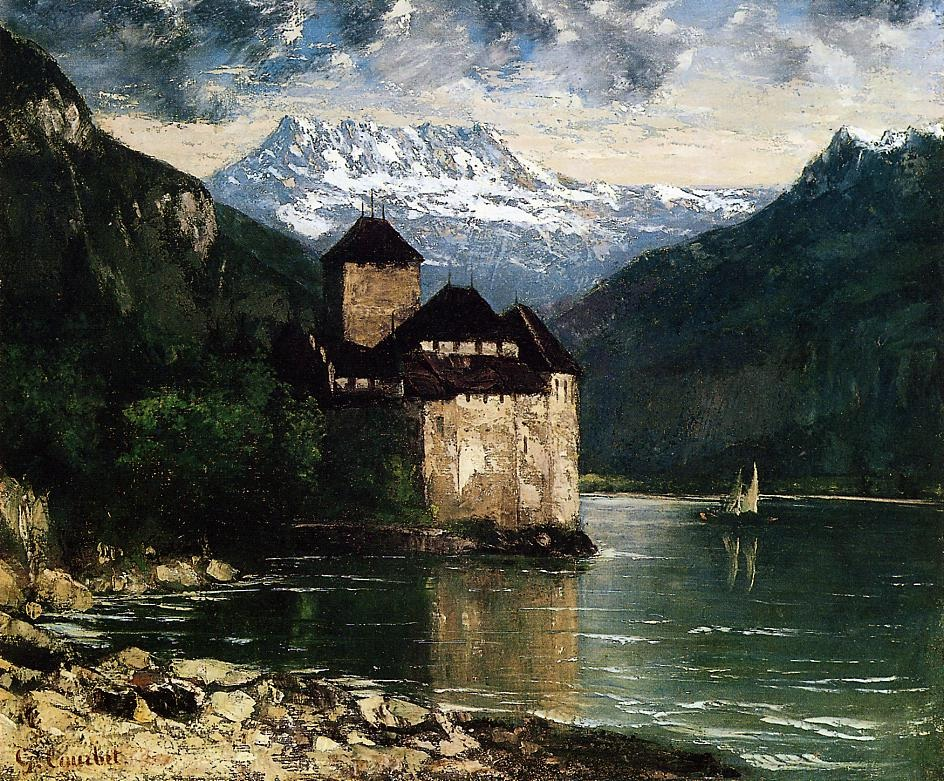
شاتو دو شيلون من جوستاف كوربيه 1875
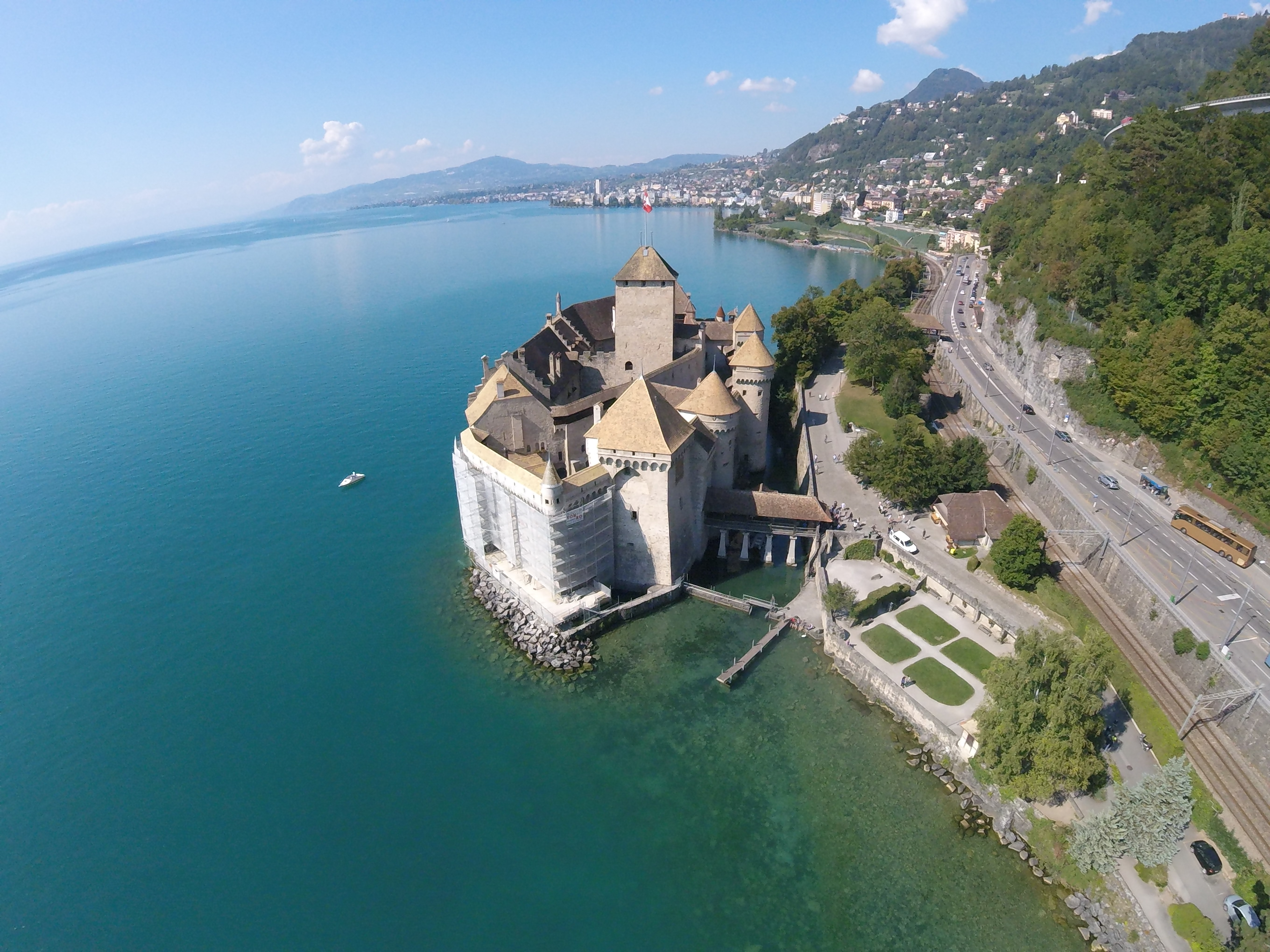
قلعة شيلون، منظر جوي
- فيديو لقلعة تشيلون
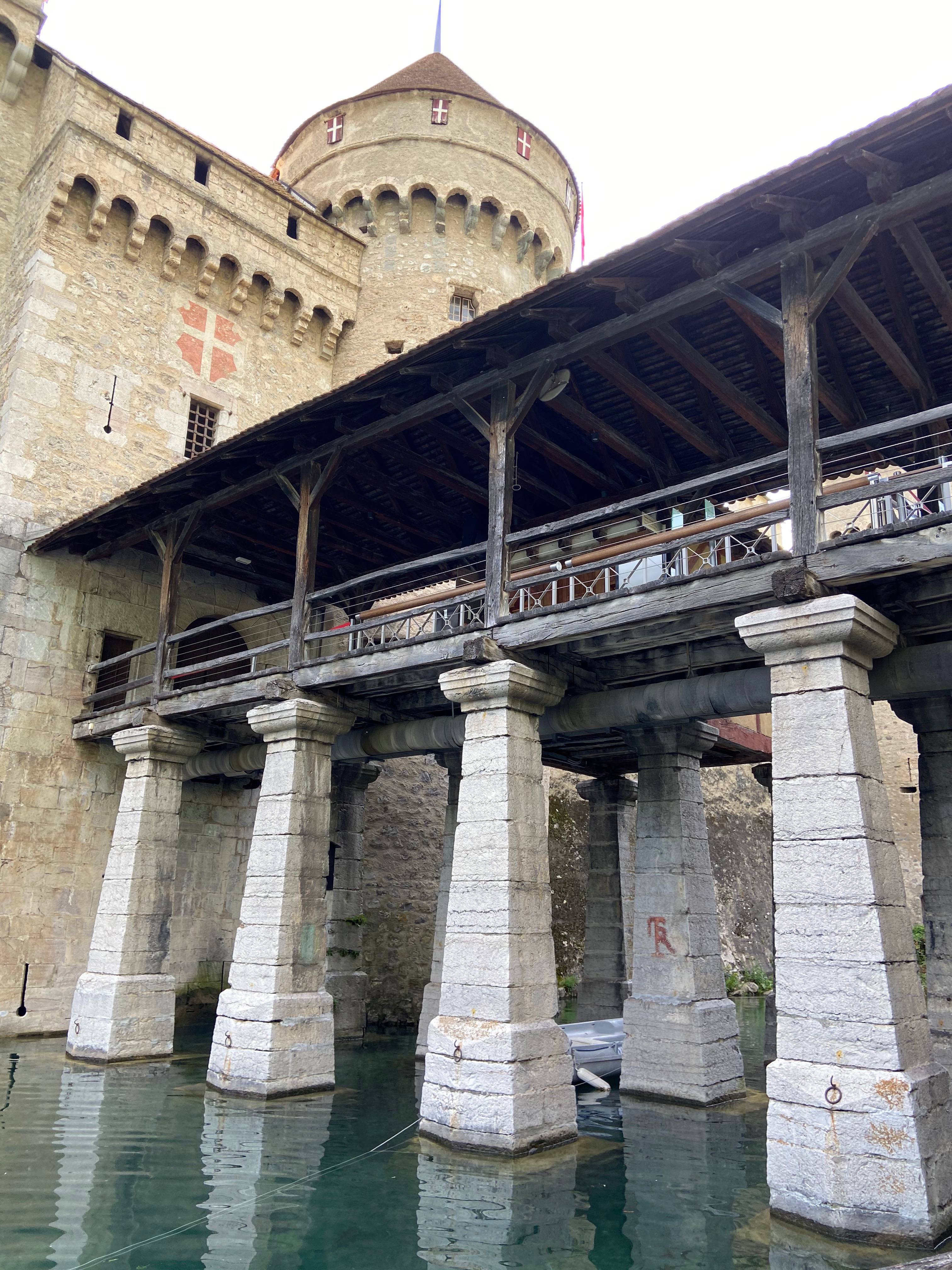
منظر من تحت الجسر